# Corynomalus laetus
Corynomalus laetus is een keversoort uit de familie zwamkevers (Endomychidae). De wetenschappelijke naam van de soort werd in 1861 gepubliceerd door Henry Walter Bates.